# Geschichte der Universala Esperanto-Asocio
Die Geschichte der Universala Esperanto-Asocio, also des Esperanto-Weltbundes, hat ihre Anfänge in den frühen Organisationsversuchen der 1887 erstmals veröffentlichten Plansprache Esperanto. Nach einer Gründerzeit in den Jahren vor dem Ersten Weltkrieg, in der auch der Weltbund gegründet wurde, haben die einzelnen Elemente in der Esperanto-Bewegung sich um eine Zusammenarbeit auf internationaler Ebene bemüht. 1933/1934 entstand im Wesentlichen die heutige Struktur des Weltbundes, der für sich in Anspruch nimmt, die Esperanto-Bewegung insgesamt zu repräsentieren.

## „Experimentelle Jahre“ 1908–1920

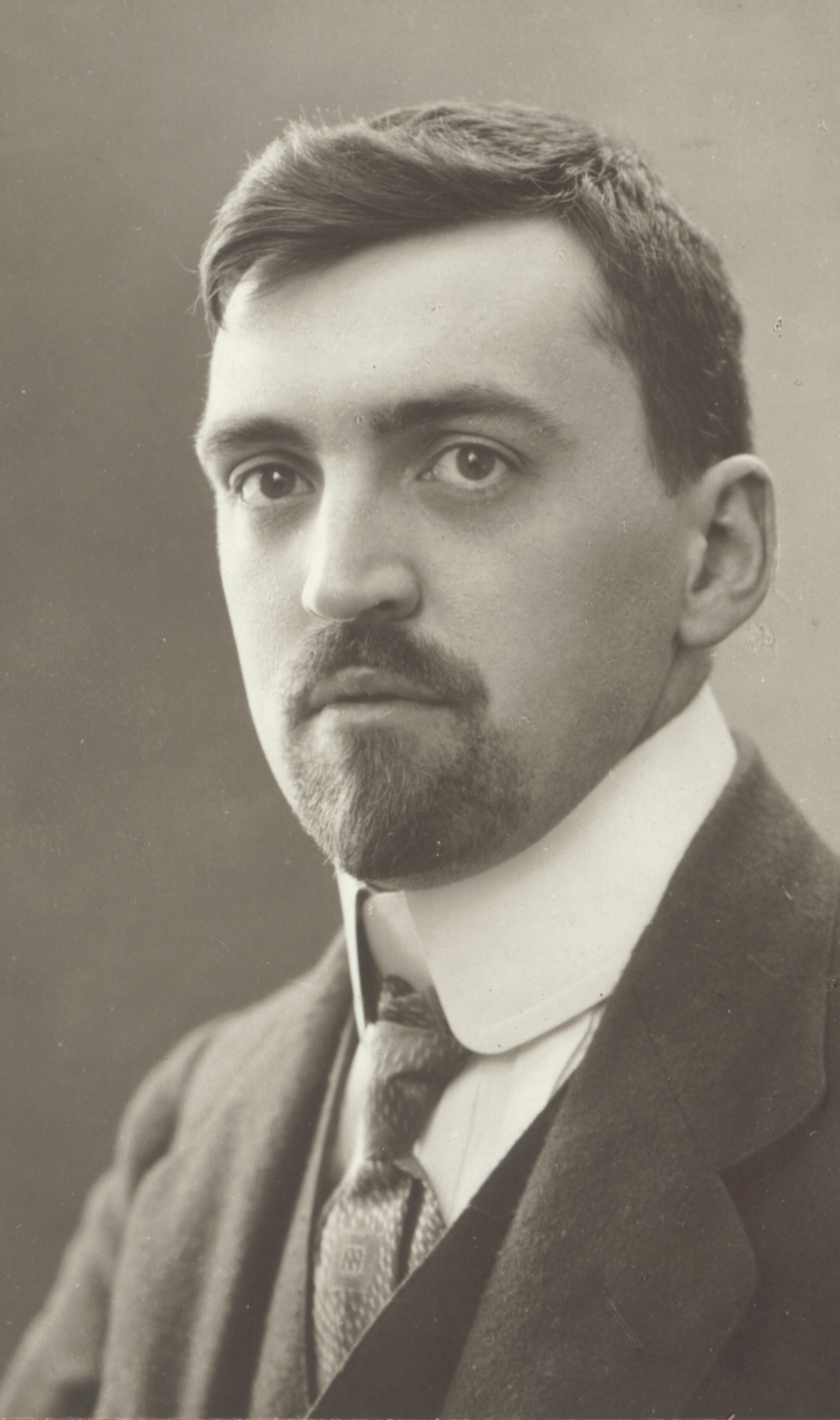
Hector Hodler, 1917

Ende 1907 / Anfang 1908 initiierte eine Gruppe von Esperanto-Sprechern um den Schweizer Hector Hodler den Esperanto-Weltbund, um die Verbreitung des Esperanto zu fördern. Hodler war der Überzeugung, dass den Menschen, die Esperanto lernten, ein zusätzlicher Nutzen geboten werden solle, damit sie dabei blieben. Dazu gehörte ein Netz von Korrespondenten und Kontaktpersonen, Rabatte in Hotels und andere Vergünstigungen.
Da der Weltbund erst noch seinen Weg finden musste, verschiedene Projekte ausprobierte und auch recht häufig die Satzung änderte, spricht man von den „experimentellen Jahren“ des Weltbundes. Der Schweizer Jurist Eduard Stettler half im Zentralbüro der UEA in Genf mit, den Weltbund zu einer effizienten und dauerhaften Organisation zu machen.
Die nationalen Esperanto-Verbände, die sich in den einzelnen Ländern gegründet hatten, standen der UEA recht misstrauisch gegenüber. Man fürchtete einen alles umfassenden Kraken, mit dem man in Konkurrenz um Ressourcen und Menschen stehen werde.

## Streit um die Dachorganisation 1920–1934/1947
Der Weltkrieg hatte die Arbeit des Weltbundes teilweise unterbrochen, und danach musste das internationale Netz der Mitarbeiter wieder aufgebaut werden. Nach dem Tod von Hector Hodler 1920 begann eine neue Phase mit Eduard Stettler als Vorsitzendem (1920 bis 1924 und 1928 bis 1934), Hans Jakob als Büroleiter und Edmond Privat als Redakteur des Verbandsorgans Esperanto. In den frühen 1920er-Jahren bemühte man sich um Kontakte mit dem Völkerbund.

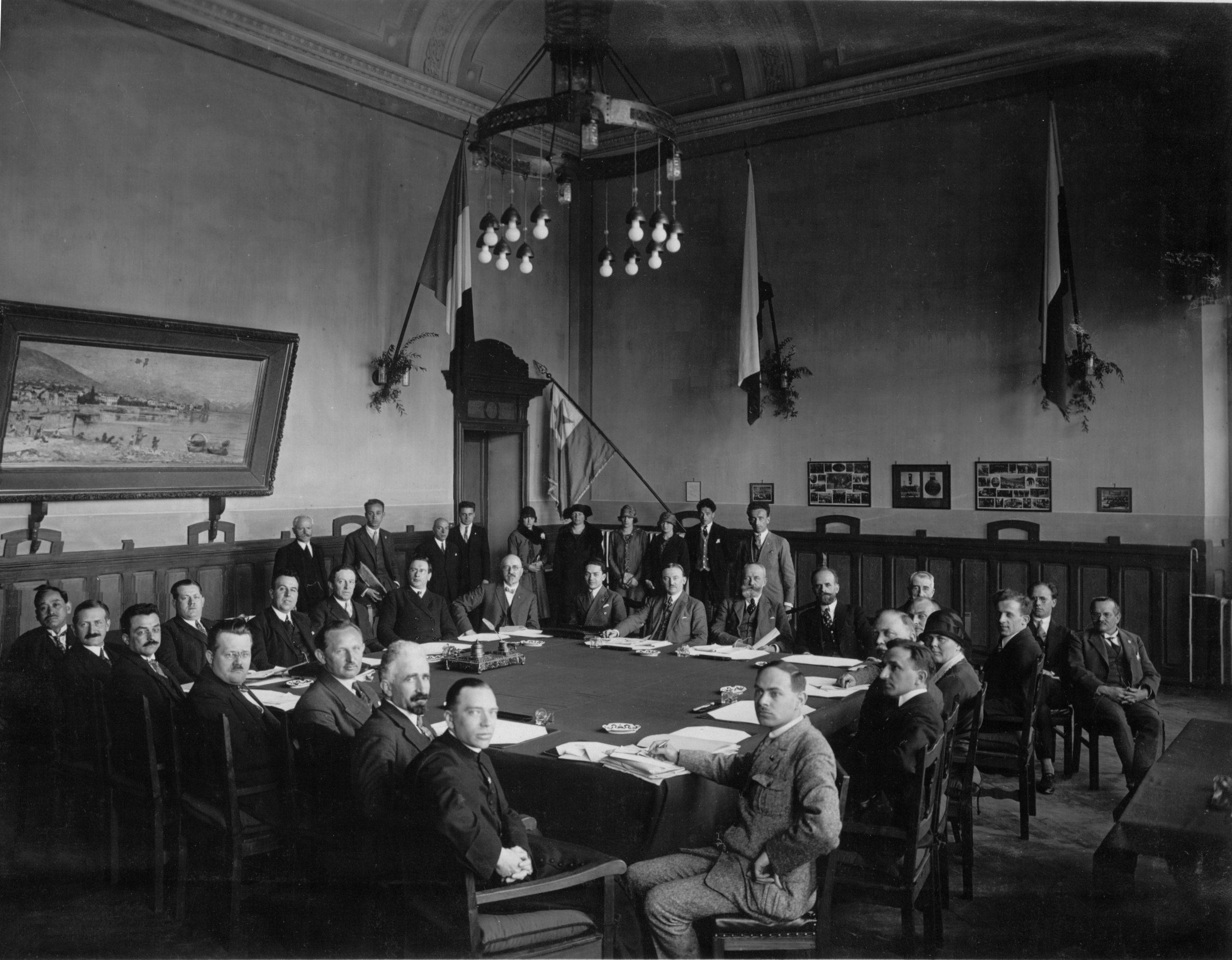
Die „Helsinki“-Organe in Locarno, April 1926

Mit den nationalen Verbänden kam es 1922 auf dem Weltkongress in Helsinki zu einer Zusammenarbeit. Die UEA einerseits und die nationalen Verbände andererseits wählten und finanzierten ein gemeinsames Zentralkomitee der Esperanto-Bewegung. Diese repräsentierte die Esperanto-Bewegung nach außen und versuchte u. a. Esperanto in Ländern ohne organisierte Esperantisten voranzubringen.
Doch das „Helsinki-System“ funktionierte nicht zufriedenstellend, zudem drängten die nationalen Verbände zu einer Neuorganisation. Nach heftigen Auseinandersetzungen wurde auf dem Weltkongress in Köln 1933 daher Folgendes vereinbart: Die UEA wurde zur Dachorganisation der gesamten Esperanto-Bewegung und nahm die nationalen Verbände als Landesverbände auf. Dafür mussten die Landesverbände Beiträge zahlen und durften ihre Vertreter in den Verbandsrat der UEA entsenden.
1934 in Stockholm wurden einige ehemalige Funktionäre nicht wiedergewählt, woraufhin der UEA-Vorsitzende Stettler aus Protest zurücktrat. Neuer UEA-Vorsitzender wurde Louis Bastien vom französischen Esperanto-Verband. Er war auch Vorsitzender der Internacia Esperanto-Ligo, die 1936 nach einem internen Konflikt gegründet wurde.

## Verfolgungen und „Schisma“ 1936–1947
Bereits in der Sowjetunion konnte der Esperanto-Weltbund nicht aktiv werden, und ab 1933 erschwerte der Nationalsozialismus die Esperanto-Aktivitäten in Deutschland. Auch in anderen Ländern wurden Esperanto-Verbände behindert und schließlich verboten (in Deutschland 1936). Dadurch verlor der Weltbund Mitglieder.

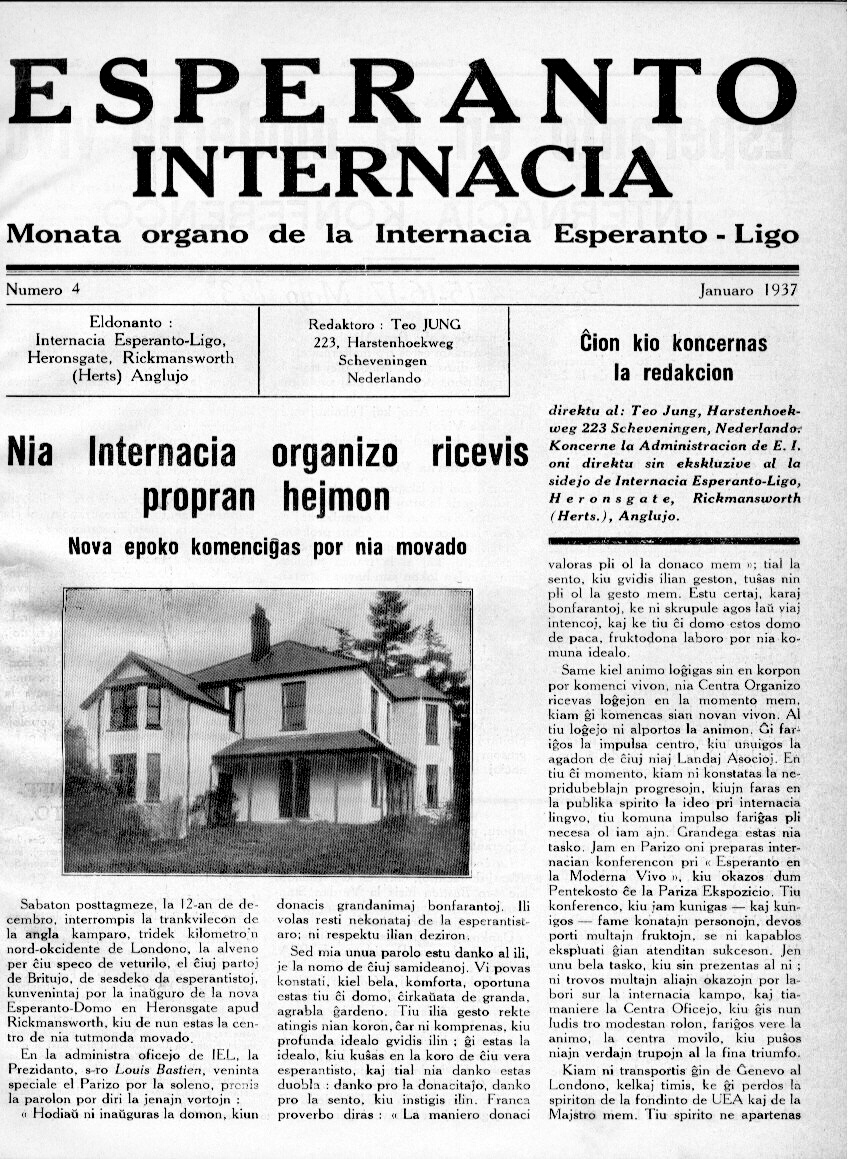
Esperanto-Internacia, Organ der Internacia Esperanto-Ligo, 1937

Innerhalb der Esperanto-Bewegung gab es ebenfalls Konflikte. 1936 wollte der Vorstand den Vereinssitz von Genf nach London verlegen, wo ein Büro billiger zu unterhalten war als in Genf. Der Weltbund stand zu diesem Zeitpunkt finanziell am Rande des Abgrundes.
Gegen den Umzug prozessierten einige Schweizer Mitglieder und erhielten vom Genfer Amtsgericht einstweilen Recht. Daraufhin traten Bastien sowie fast alle Vorstandsmitglieder, die Landesverbände und die meisten Mitglieder aus der UEA aus und gründeten eine neue internationale Esperanto-Vereinigung, die Internationale Esperanto-Ligo (IEL).

## Zwischen Kommunismus und Antikommunismus 1947–1955
1947 wurden die Differenzen zwischen den beiden Verbänden UEA und IEL überwunden, und unter dem alten Namen UEA wurden die Verbände miteinander vereinigt (so genannte „fusionierte UEA“).
Nach dem Untergang des Nationalsozialismus stellte der Kommunismus die konkreteste Bedrohung für den Weltbund dar. Gleichgeschaltete Landesverbände in den osteuropäischen Ländern versuchten, dem Weltbund ihren Stempel aufzudrücken. Besonders tat sich das Vorstandsmitglied Ivo Lapenna hervor, ein Jurist aus Zagreb. Auf dem Weltkongress 1947 in Bern versuchte er vergeblich eine Resolution durchzubringen, die den Faschismus ächten sollte, nicht aber die Unterdrückung des Esperanto, die beispielsweise in der Sowjetunion stattfand.
Seit 1949 jedoch wurden die osteuropäischen Verbände nach und nach behindert und mussten ihre Tätigkeiten für Esperanto letztlich gar einstellen. Diese Periode des Spätstalinismus dauerte bis ungefähr 1955, in einigen Ländern erheblich länger. In der DDR konnte erst 1965 ein Arbeitskreis der Esperanto-Freunde (im Kulturbund) ins Leben gerufen werden (später: Esperanto-Verband im Kulturbund der DDR).

## Die Ära Ivo Lapenna 1956–1974
Um 1955 veränderte sich das Bild des Weltbundes in mehrfacher Hinsicht: Die osteuropäischen Landesverbände kamen nach und nach zurück; das Zentralbüro zog von England nach Rotterdam; die Satzung wurde geändert und der neue Generalsekretär Ivo Lapenna installiert. Dieser hatte 1949 Jugoslawien verlassen und lebte nun in London. Er wurde zum Motor der Tätigkeiten des Weltbundes, vor allem auf dem Gebiet der Öffentlichkeitsarbeit. Zu seinen Erfolgen gehörte bereits 1954 die UNESCO-Resolution, die die Leistungen des Esperanto bei der Völkerverständigung anerkannte. 1964 wurde Lapenna Vorsitzender der UEA.
Negativ machte sich sein autoritärer Führungsstil bemerkbar, der dazu beitrug, dass er 1971 nur noch knapp wiedergewählt wurde. Als er einsah, dass er 1974 auf dem Weltkongress von Hamburg keine Mehrheit mehr haben würde, kandidierte er gar nicht erst mehr. Seine Behauptung, ein kommunistischer Putsch habe ihm vom Vorsitz verdrängt, fand nur bei einer kleinen Gruppe von Anhängern Glauben.

## Ausbau der Universalität 1974–1989
Neuer Vorsitzender wurde der britisch-amerikanische Literaturwissenschaftler Humphrey Tonkin. Unter seinem Vorsitz wurde die Verwaltung umstrukturiert und die Satzung erneuert: Nun forderte der Weltbund nicht mehr, dass die Landesverbände neutral waren (was in Diktaturen nicht möglich war), sondern nur, dass sie die Neutralität des Weltbundes respektierten.
In dieser Epoche bekam der Weltbund neue Landesverbände in Asien und Südamerika, mehr Mitglieder in Afrika und außerdem Büros in New York, Antwerpen und Budapest. Höhepunkt dieser Entwicklung war 1989 der Beitritt des 1979 gegründeten sowjetischen Landesverbandes. Dass gleichzeitig ein lettischer und ein litauischer Bund aufgenommen wurde, deutete bereits in eine neue Epoche.
1980 übernahm der belgische Finanzinspektor Grégoire Maertens den Vorsitz, 1986 begann Tonkin eine weitere dreijährige Periode. In dieser koordinierte Tonkin die Aktivitäten rund um das große Jubiläumsjahr 1987 (hundert Jahre Esperanto).

## Seit dem Fall der Berliner Mauer
Die Veränderungen in Osteuropa hatten auch Folgen für die Esperanto-Bewegung. Aus den dortigen Landesverbänden wurden aus staatlich beköstigten, aber auch geknebelten Verbänden jetzt freie Zusammenschlüsse von Bürgern. Das Auseinanderfallen der Sowjetunion und Jugoslawiens brachte der UEA eine Reihe neuer Landesverbände. Gleichzeitig schrumpften die Mitgliedszahlen des Weltbundes, die vorher durch Kollektivmitgliedschaften in einigen osteuropäischen Ländern künstlich hochgehalten wurden, von über 43.000 auf 18.000.

## Vorsitzende der UEA
Nach der Satzung des Esperanto-Weltbundes ist der Vorsitzende der UEA Vorstandsmitglied und vertritt den Bund nach außen. Die Vorsitzenden seit dem Gründungsjahr 1908 waren:

### Schweizer Periode
- 1908–1916: Harold Bolingbroke Mudie (Großbritannien), Börsenmakler
- 1916–1919: (vakant)
- 1919–1920: Hector Hodler (Schweiz), Journalist
- 1920–1924: Eduard Stettler (Schweiz), Jurist
- 1924–1928: Edmond Privat (Schweiz), Journalist und Historiker
- 1928–1934: Eduard Stettler (Schweiz), Jurist
- 1934–1936: Louis Bastien (Frankreich), General-Intendant

### So genannte „Genfer UEA“
Von 1936 bis 1939 hatte die „Genfer UEA“ nur ein Provizora Komitato unter Karl Max Liniger. Erst 1939 wurde wieder ein Vorstand eingesetzt.
- 1939–1941: Karl Max Linger (Schweiz)
- 1941–1947: Hans Hermann Kürsteiner (Schweiz)

### Britische Periode
- 1936–1947: (Internacia Esperanto-Ligo) Louis Bastien (Frankreich), General-Intendant
- 1947–1956: Ernfrid Malmgren (Schweden), Lehrer

### Niederländische Periode

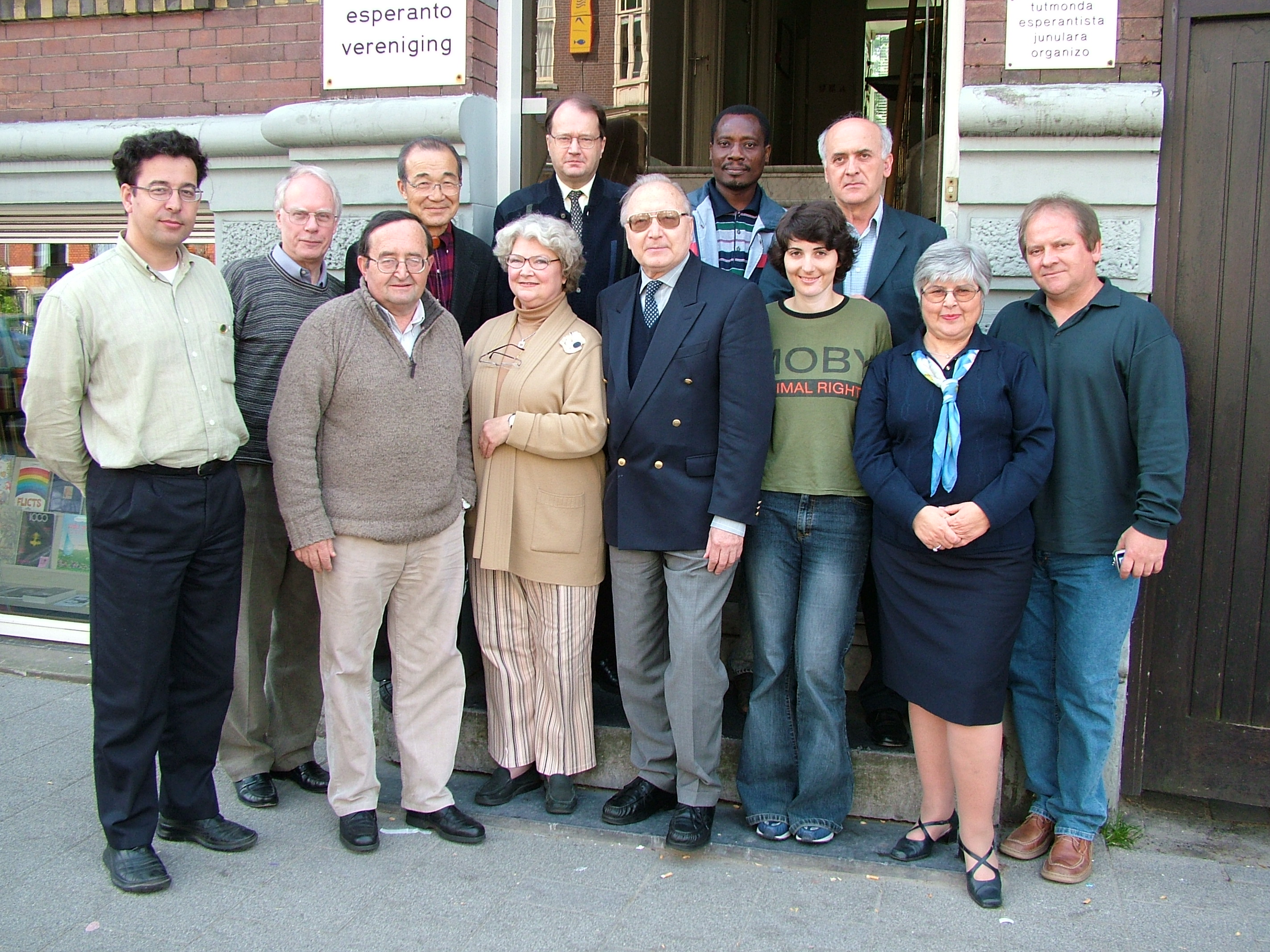
Vorstand der UEA, April 2004 (mit dem Generaldirektor, dem Redakteur und zwei Beobachtern), Rotterdam

- 1956–1960: Giorgio Canuto (Italien), Gerichtsmediziner
- 1960–1962: Harry Holmes, O.B.E., geschäftsf. Vorsitzender (Großbritannien), Beamter im britischen Verteidigungsministerium
- 1962–1964: Hideo Yagi (Japan), Gynäkologe und Direktor eines Krebs-Institutes
- 1964: Harry Holmes, O.B.E., geschäftsf. Vorsitzender (Großbritannien), Beamter im britischen Verteidigungsministerium
- 1964–1974: Ivo Lapenna (Großbritannien), Anwalt und Rechtswissenschaftler
- 1974–1980: Humphrey Tonkin (USA), Literaturwissenschaftler
- 1980–1986: Grégoire Maertens (Belgien), Finanzinspektor
- 1986–1989: Humphrey Tonkin (USA), Literaturwissenschaftler
- 1989–1995: John C. Wells (Großbritannien), Phonetiker
- 1995–1998: Lee Chong-Yeoung (Korea), Wirtschaftswissenschaftler
- 1998–2001: Keppel Enderby (Australien), ehem. Justizminister
- 2001–2007: Renato Corsetti (Italien), Sprachwissenschaftler
- 2007–2013: Probal Dasgupta (Indien), Sprachwissenschaftler
- seit 2013: Mark Fettes (Kanada), Erziehungswissenschaftler

(Die Perioden sind nach dem Sitz des Zentralbüros benannt.)

## Belege
1. ↑  Marcus Sikosek: Die neutrale Sprache. Eine politische Geschichte des Esperanto-Weltbundes, Bydgoszcz 2006, S. 64.
2. ↑  Marcus Sikosek: Die neutrale Sprache. Eine politische Geschichte des Esperanto-Weltbundes, Bydgoszcz 2006, S. 331/332.
3. ↑  Ulrich Lins: Utila Estas Aligho. Tra la unua jarcento de UEA, Universala Esperanto-Asocio. Rotterdam 2008, S. 101.
4. ↑  Ulrich Lins: Utila Estas Aligho. Tra la unua jarcento de UEA, Universala Esperanto-Asocio. Rotterdam 2008, S. 34/35.
5. ↑  Marcus Sikosek: Die neutrale Sprache. Eine politische Geschichte des Esperanto-Weltbundes, Bydgoszcz 2006, S. 371/372, S. 382.